# Deltagare i Tour de France 2012
Den här artikeln är en lista över deltagare i Tour de France 2012 – de här cyklisterna deltog i tävlingen i Tour de France 2012. 198 cyklister från 22 stall startade det franska loppet.

## Deltagande cyklister och lag

### BMC Racing Team
| Ryggnummer | Namn               | Prestationer           | Notering | Slutställning |
| ---------- | ------------------ | ---------------------- | -------- | ------------- |
| 1          | Cadel Evans        |                        |          | 7             |
| 2          | Marcus Burghardt   |                        |          | 58            |
| 3          | Steven Cummings    |                        |          | 95            |
| 4          | Philippe Gilbert   |                        |          | 46            |
| 5          | George Hincapie    |                        |          | 38            |
| 6          | Amaël Moinard      |                        |          | 45            |
| 7          | Manuel Quinziato   |                        |          | 109           |
| 8          | Michael Schär      |                        |          | 49            |
| 9          | Tejay van Garderen | Vann ungdomstävlingen. |          | 5             |

Manager:  John Lelangue

### RadioShack-Nissan-Trek
| Ryggnummer | Namn              | Prestationer  | Notering               | Slutställning |
| ---------- | ----------------- | ------------- | ---------------------- | ------------- |
| 11         | Fränk Schleck     |               | Startade inte etapp 16 | DNF           |
| 12         | Fabian Cancellara | Vann prologen | Startade inte etapp 11 | DNF           |
| 13         | Tony Gallopin     |               | Lämnade under etapp 13 | DNF           |
| 14         | Chris Horner      |               |                        | 13            |
| 15         | Andreas Klöden    |               |                        | 11            |
| 16         | Maxime Monfort    |               |                        | 16            |
| 17         | Jaroslav Popovitj |               |                        | 76            |
| 18         | Jens Voigt        |               |                        | 52            |
| 19         | Haimar Zubeldia   |               |                        | 6             |

Manager:  Alain Gallopin

### Team Europcar
| Ryggnummer | Namn                | Prestationer                                                                          | Notering                   | Slutställning |
| ---------- | ------------------- | ------------------------------------------------------------------------------------- | -------------------------- | ------------- |
| 21         | Thomas Voeckler     | Vann etapp 10 och 16, mest offensiva cyklist på etapp 10 och 16. Vann bergstävlingen. |                            | 26            |
| 22         | Yukiya Arashiro     | Mest offensiva cyklist på etapp 4                                                     |                            | 84            |
| 23         | Giovanni Bernaudeau |                                                                                       | Bröt loppet under etapp 15 | DNF           |
| 24         | Cyril Gautier       |                                                                                       |                            | 61            |
| 25         | Yohann Gène         |                                                                                       |                            | 139           |
| 26         | Vincent Jérôme      |                                                                                       | Bröt loppet under etapp 15 | DNF           |
| 27         | Christophe Kern     |                                                                                       |                            | 83            |
| 28         | Davide Malacarne    |                                                                                       |                            | 59            |
| 29         | Pierre Rolland      | Vann etapp 11. Mest offensiva cyklist på etapp 11                                     |                            | 8             |

Manager:  Jean-René Bernaudeau

### Euskaltel-Euskadi
| Ryggnummer | Namn            | Prestationer | Notering                  | Slutställning |
| ---------- | --------------- | ------------ | ------------------------- | ------------- |
| 31         | Samuel Sánchez  |              | Bröt loppet under etapp 8 | DNF           |
| 32         | Mikel Astarloza |              | Bröt loppet under etapp 6 | DNF           |
| 33         | Jorge Azanza    |              |                           | 74            |
| 34         | Gorka Izagirre  |              |                           | 39            |
| 35         | Egoi Martínez   |              |                           | 17            |
| 36         | Rubén Pérez     |              |                           | 87            |
| 37         | Amets Txurruka  |              | Bröt loppet under etapp 7 | DNF           |
| 38         | Pablo Urtasun   |              |                           | 134           |
| 39         | Gorka Verdugo   |              | Bröt loppet under etapp 8 | DNF           |

Manager:  Gorka Gerrikagoitia

### Lampre-ISD
| Ryggnummer | Namn                | Prestationer | Notering                             | Slutställning |
| ---------- | ------------------- | ------------ | ------------------------------------ | ------------- |
| 41         | Michele Scarponi    |              |                                      | 24            |
| 42         | Grega Bole          |              | Bröt loppet under etapp 16           | DNF           |
| 43         | Danilo Hondo        |              |                                      | 86            |
| 44         | Jurij Krivtsov      |              | Klarade inte tidsgränsen på etapp 11 | DNF           |
| 45         | Matthew Lloyd       |              | Startade inte etapp 10               | DNF           |
| 46         | Marco Marzano       |              |                                      | 80            |
| 47         | Alessandro Petacchi |              | Klarade inte tidsgränsen på etapp 11 | DNF           |
| 48         | Simone Stortoni     |              |                                      | 69            |
| 49         | Davide Viganò       |              | Bröt loppet under etapp 6            | DNF           |

Manager:  Maurizio Piovani

### Liquigas-Cannondale
| Ryggnummer | Namn               | Prestationer                                                                                    | Notering | Slutställning |
| ---------- | ------------------ | ----------------------------------------------------------------------------------------------- | -------- | ------------- |
| 51         | Vincenzo Nibali    |                                                                                                 |          | 3             |
| 52         | Ivan Basso         |                                                                                                 |          | 25            |
| 53         | Federico Canuti    |                                                                                                 |          | 114           |
| 54         | Kristjan Koren     |                                                                                                 |          | 98            |
| 55         | Dominik Nerz       |                                                                                                 |          | 47            |
| 56         | Daniel Oss         |                                                                                                 |          | 105           |
| 57         | Peter Sagan        | Vann poängtävlingen. Vann etapp 1, 3 och 6. Blev utsedd till mest offesiva cyklist på etapp 14. |          | 42            |
| 58         | Sylvester Szmyd    |                                                                                                 |          | 71            |
| 59         | Alessandro Vanotti |                                                                                                 |          | 118           |

Manager:  Stefano Zanatta

### Garmin-Sharp
| Ryggnummer | Namn                  | Prestationer                      | Notering              | Slutställning |
| ---------- | --------------------- | --------------------------------- | --------------------- | ------------- |
| 61         | Ryder Hesjedal        |                                   | Startade inte etapp 7 | DNF           |
| 62         | Tom Danielson         |                                   | Bröt etapp 6          | DNF           |
| 63         | Tyler Farrar          |                                   |                       | 151           |
| 64         | Robert Hunter         |                                   | Startade inte etapp 7 | DNF           |
| 65         | Daniel Martin         |                                   |                       | 35            |
| 66         | David Millar          | Vann etapp 12                     |                       | 106           |
| 67         | Christian Vande Velde |                                   |                       | 60            |
| 68         | Johan Vansummeren     |                                   |                       | 147           |
| 69         | David Zabriskie       | Mest offensiva cyklist på etapp 6 |                       | 100           |

Manager:  Jonathan Vaughters

### Ag2r-La Mondiale
| Ryggnummer | Namn                   | Prestationer | Notering              | Slutställning |
| ---------- | ---------------------- | ------------ | --------------------- | ------------- |
| 71         | Jean-Christophe Péraud |              |                       | 44            |
| 72         | Maxime Bouet           |              |                       | 55            |
| 73         | Mickaël Cherel         |              |                       | 62            |
| 74         | Hubert Dupont          |              | Startade inte etapp 7 | DNF           |
| 75         | Sébastien Hinault      |              |                       | 122           |
| 76         | Blel Kadri             |              |                       | 89            |
| 77         | Sébastien Minard       |              |                       | 65            |
| 78         | Christophe Riblon      |              |                       | 73            |
| 79         | Nicolas Roche          |              |                       | 12            |

Manager:  Vincent Lavenu

### Cofidis, le crédit en ligne
| Ryggnummer | Namn             | Prestationer                      | Notering                | Slutställning |
| ---------- | ---------------- | --------------------------------- | ----------------------- | ------------- |
| 81         | Rein Taaramäe    |                                   |                         | 36            |
| 82         | Rémy Di Grégorio |                                   | Startade inte etapp 10  | DNF           |
| 83         | Samuel Dumoulin  |                                   |                         | 107           |
| 84         | Nicolas Edet     | Mest offensiva cyklist på etapp 1 |                         | 128           |
| 85         | Julien Fouchard  |                                   |                         | 149           |
| 86         | Jan Ghyselinck   |                                   |                         | 152           |
| 87         | Luis Ángel Maté  |                                   |                         | 130           |
| 88         | David Moncoutié  |                                   | Bröt loppet på etapp 12 | DNF           |
| 89         | Romain Zingle    |                                   |                         | 90            |

Manager: Didier Rous

### Saur-Sojasun
| Ryggnummer | Namn               | Prestationer | Notering        | Slutställning |
| ---------- | ------------------ | ------------ | --------------- | ------------- |
| 91         | Jérôme Coppel      |              |                 | 21            |
| 92         | Anthony Delaplace  |              | Bröt på etapp 7 | DNF           |
| 93         | Jimmy Engoulvent   |              |                 | 153           |
| 94         | Brice Feillu       |              |                 | 91            |
| 95         | Fabrice Jeandesboz |              |                 | 54            |
| 96         | Cyril Lemoine      |              |                 | 136           |
| 97         | Guillaume Levarlet |              |                 | 75            |
| 98         | Jean-Marc Marino   |              |                 | 131           |
| 99         | Julien Simon       |              |                 | 92            |

Manager: Lylian Lebreton

### Sky ProCycling
| Ryggnummer | Namn                 | Prestationer                                        | Notering        | Slutställning |
| ---------- | -------------------- | --------------------------------------------------- | --------------- | ------------- |
| 101        | Bradley Wiggins      | Segrare av Tour de France 2012. Vann etapp 9 och 19 |                 | 1             |
| 102        | Mark Cavendish       | Vann etapp 2, 18 och 20                             |                 | 142           |
| 103        | Bernhard Eisel       |                                                     |                 | 146           |
| 104        | Chris Froome         | Vann etapp 7                                        |                 | 2             |
| 105        | Edvald Boasson Hagen |                                                     |                 | 56            |
| 106        | Christian Knees      |                                                     |                 | 82            |
| 107        | Richie Porte         |                                                     |                 | 34            |
| 108        | Michael Rogers       |                                                     |                 | 23            |
| 109        | Kanstantsin Siŭtsoŭ  |                                                     | Bröt på etapp 3 | DNF           |

Manager:  Steven de Jongh

### Lotto-Belisol
| Ryggnummer | Namn                  | Prestationer           | Notering | Slutställning |
| ---------- | --------------------- | ---------------------- | -------- | ------------- |
| 111        | Jurgen Van Den Broeck |                        |          | 4             |
| 112        | Lars Bak              |                        |          | 96            |
| 113        | Francis De Greef      |                        |          | 102           |
| 114        | André Greipel         | Vann etapp 4, 5 och 13 |          | 123           |
| 115        | Adam Hansen           |                        |          | 81            |
| 116        | Greg Henderson        |                        |          | 124           |
| 117        | Jürgen Roelandts      |                        |          | 104           |
| 118        | Marcel Sieberg        |                        |          | 132           |
| 119        | Jelle Vanendert       |                        |          | 29            |

Lagledare: Herman Frison

### Vacansoleil-DCM
| Ryggnummer | Namn              | Prestationer | Notering                | Slutställning |
| ---------- | ----------------- | ------------ | ----------------------- | ------------- |
| 121        | Lieuwe Westra     |              | Bröt loppet på etapp 11 | DNF           |
| 122        | Kris Boeckmans    |              |                         | 115           |
| 123        | Johnny Hoogerland |              |                         | 57            |
| 124        | Gustav Larsson    |              | Bröt på etapp 11        | DNF           |
| 125        | Marco Marcato     |              |                         | 67            |
| 126        | Wout Poels        |              | Bröt etapp 6            | DNF           |
| 127        | Rob Ruijgh        |              | Bröt etapp 11           | DNF           |
| 128        | Rafael Valls      |              |                         | 41            |
| 129        | Kenny van Hummel  |              | Bröt etapp 15           | DNF           |

Manager:  Michel Cornelisse

### Katusha Team
| Ryggnummer | Namn                 | Prestationer | Notering               | Slutställning |
| ---------- | -------------------- | ------------ | ---------------------- | ------------- |
| 131        | Denis Mensjov        |              |                        | 15            |
| 132        | Giampaolo Caruso     |              |                        | 37            |
| 133        | Óscar Freire         |              | Startade inte etapp 7  | DNF           |
| 134        | Vladimir Gusev       |              | Startade inte etapp 16 | DNF           |
| 135        | Joan Horrach         |              |                        | 119           |
| 136        | Aljaksandr Kutjynski |              |                        | 145           |
| 137        | Luca Paolini         |              |                        | 108           |
| 138        | Juri Trofimov        |              |                        | 51            |
| 139        | Eduard Vorganov      |              |                        | 19            |

Manager: Valerio Piva

### FDJ-BigMat
| Ryggnummer | Namn               | Prestationer                      | Notering      | Slutställning |
| ---------- | ------------------ | --------------------------------- | ------------- | ------------- |
| 141        | Sandy Casar        |                                   |               | 22            |
| 142        | Pierrick Fédrigo   | Vann etapp 15                     |               | 48            |
| 143        | Jaŭhen Hutarovitj  |                                   | Bröt etapp 15 | DNF           |
| 144        | Matthieu Ladagnous | Mest offensiva cyklist på etapp 5 |               | 85            |
| 145        | Cédric Pineau      |                                   |               | 133           |
| 146        | Thibaut Pinot      | Vann etapp 8                      |               | 10            |
| 147        | Anthony Roux       | Mest offensiva cyklist på etapp 2 |               | 126           |
| 148        | Jérémy Roy         |                                   |               | 66            |
| 149        | Arthur Vichot      |                                   |               | 94            |

Manager:  Thierry Bricaud

### Rabobank
| Ryggnummer | Namn               | Prestationer                                     | Notering               | Slutställning |
| ---------- | ------------------ | ------------------------------------------------ | ---------------------- | ------------- |
| 151        | Robert Gesink      |                                                  | Startade inte etapp 12 | DNF           |
| 152        | Steven Kruijswijk  |                                                  |                        | 33            |
| 153        | Bauke Mollema      |                                                  | Bröt etapp 11          | DNF           |
| 154        | Mark Renshaw       |                                                  | Bröt etapp 11          | DNF           |
| 155        | Luis León Sánchez  | Mest offensiva cyklist på etapp 7, vann etapp 14 |                        | 64            |
| 156        | Bram Tankink       |                                                  |                        | 144           |
| 157        | Laurens ten Dam    |                                                  |                        | 28            |
| 158        | Maarten Tjallingii |                                                  | Startade inte etapp 4  | DNF           |
| 159        | Maarten Wynants    |                                                  | Startade inte etapp 7  | DNF           |

Manager:  Frans Maassen

### Team Movistar
| Ryggnummer | Namn                | Prestationer                                      | Notering              | Slutställning |
| ---------- | ------------------- | ------------------------------------------------- | --------------------- | ------------- |
| 161        | Alejandro Valverde  | Vann etapp 17, mest offensiva cyklist på etapp 17 |                       | 20            |
| 162        | Juan José Cobo      |                                                   |                       | 30            |
| 163        | Rui Costa           |                                                   |                       | 18            |
| 164        | Imanol Erviti       |                                                   | Startade inte etapp 7 | DNF           |
| 165        | José Iván Gutiérrez |                                                   | Startade inte etapp 7 | DNF           |
| 166        | Vladimir Karpets    |                                                   |                       | 53            |
| 167        | Vasil Kiryenka      |                                                   |                       | 77            |
| 168        | Rubén Plaza         |                                                   |                       | 101           |
| 169        | José Joaquín Rojas  |                                                   | Bröt etapp 3          | DNF           |

Manager:  Yvon Ledanois

### Saxo Bank-Tinkoff Bank
| Ryggnummer | Namn                 | Prestationer                                                   | Notering | Slutställning |
| ---------- | -------------------- | -------------------------------------------------------------- | -------- | ------------- |
| 171        | Jonathan Cantwell    |                                                                |          | 137           |
| 172        | Juan José Haedo      |                                                                |          | 140           |
| 173        | Karsten Kroon        |                                                                |          | 143           |
| 174        | Anders Lund          |                                                                |          | 127           |
| 175        | Michael Mørkøv       | Mest offensiva cyklist på etapp 3 och 13.                      |          | 93            |
| 176        | Nick Nuyens          |                                                                |          | 121           |
| 177        | Sérgio Paulinho      |                                                                |          | 50            |
| 178        | Chris Anker Sørensen | Blev utsedd till Mest offensiva cyklist i Tour de France 2012. |          | 14            |
| 179        | Nicki Sørensen       | Mest offensiva cyklist på etapp 15                             |          | 99            |

Manager:  Dan Frost

### Astana Team
| Ryggnummer | Namn                | Prestationer                       | Notering         | Slutställning |
| ---------- | ------------------- | ---------------------------------- | ---------------- | ------------- |
| 181        | Janez Brajkovič     |                                    |                  | 9             |
| 182        | Borut Božič         |                                    |                  | 129           |
| 183        | Dmitrij Fofonov     |                                    |                  | 63            |
| 184        | Andrij Hryvko       |                                    |                  | 43            |
| 185        | Maksim Iglinskij    |                                    |                  | 116           |
| 186        | Andrej Kasjetjkin   |                                    |                  | 78            |
| 187        | Fredrik Kessiakoff  | Mest offensiva cyklist på etapp 8  |                  | 40            |
| 188        | Robert Kišerlovski  | Mest offensiva cyklist på etapp 12 | Bröt på etapp 14 | DNF           |
| 189        | Aleksandr Vinokurov | Mest offensiva cyklist på etapp 18 |                  | 31            |

Manager:  Alexandre Shefer

### Omega Pharma-Quickstep
| Ryggnummer | Namn             | Prestationer | Notering               | Slutställning |
| ---------- | ---------------- | ------------ | ---------------------- | ------------- |
| 191        | Levi Leipheimer  |              |                        | 32            |
| 192        | Sylvain Chavanel |              | Bröt etapp 15          | DNF           |
| 193        | Dries Devenyns   |              |                        | 68            |
| 194        | Kevin De Weert   |              |                        | 70            |
| 195        | Bert Grabsch     |              |                        | 125           |
| 196        | Tony Martin      |              | Startade inte etapp 10 | DNF           |
| 197        | Jérôme Pineau    |              |                        | 112           |
| 198        | Martin Velits    |              |                        | 88            |
| 199        | Peter Velits     |              |                        | 27            |

Manager:  Davide Bramati

### Orica-GreenEdge
| Ryggnummer | Namn                | Prestationer | Notering         | Slutställning |
| ---------- | ------------------- | ------------ | ---------------- | ------------- |
| 201        | Simon Gerrans       |              |                  | 79            |
| 202        | Michael Albasini    |              |                  | 110           |
| 203        | Baden Cooke         |              |                  | 117           |
| 204        | Matthew Goss        |              |                  | 120           |
| 205        | Daryl Impey         |              |                  | 111           |
| 206        | Brett Lancaster     |              | Bröt på etapp 15 | DNF           |
| 207        | Sebastian Langeveld |              |                  | 150           |
| 208        | Stuart O'Grady      |              |                  | 97            |
| 209        | Pieter Weening      |              |                  | 72            |

Manager:  Matthew White

### Argos-Shimano
| Ryggnummer | Namn                | Prestationer | Notering              | Slutställning |
| ---------- | ------------------- | ------------ | --------------------- | ------------- |
| 211        | Marcel Kittel       |              | Bröt på etapp 5       | DNF           |
| 212        | Roy Curvers         |              |                       | 135           |
| 213        | Koen de Kort        |              |                       | 103           |
| 214        | Johannes Fröhlinger |              | Startade inte etapp 8 | DNF           |
| 215        | Patrick Gretsch     |              |                       | 141           |
| 216        | Yann Huguet         |              |                       | 138           |
| 217        | Matthieu Sprick     |              |                       | 113           |
| 218        | Albert Timmer       |              |                       | 148           |
| 219        | Tom Veelers         |              | Bröt på etapp 12      | DNF           |

Manager:  Rudie Kemna